# James Fanchone
James Fanchone, né le 21 février 1980 au Mans, est un footballeur français évoluant au poste d'ailier.

## Biographie
Il commence le football à Moncé-en-Belin, en pupilles à onze ans, puis il est repéré par le CO Pontlieue. Cinq ans plus tard, il intègre le centre de formation du Mans Union Club 72. Il joue avec Olivier Thomert, Laurent Bonnart, Frédéric Thomas, Yohann Pelé et Yohan Hautcœur. En trois ans il découvre la CFA 2 puis le groupe professionnel. Il participe à la première montée du club manceau en Ligue 1.
La saison 2003-2004 de Ligue 1 est une difficile expérience car le MUC, 19e à la fin de la saison, redescend immédiatement en Ligue 2. James Fanchone est l'un des principaux artisans de la remontée du club en Ligue 1 en 2005, où il termine meilleur buteur du club avec 13 buts. Lors de la saison 2005-2006 c'est un joueur clé du MUC, puisqu'il dispute la quasi-totalité des matchs du club.
À l'intersaison 2007, la concurrence est cependant forte au milieu de terrain avec le Japonais Matsui et la montée en puissance de Gervinho. En fin de contrat en juin 2007, il signe un contrat de 2 ans avec la formation du RC Strasbourg. Cependant Strasbourg descend en Ligue 2. Lors de la saison suivante il inscrit 6 buts lors des 6 premières journées, et occupe avec Strasbourg la place de leader en Ligue 2. Le club finit à la 4e place et Fanchone marque au total 13 buts.
En juillet 2009, il est recruté par le FC Lorient pour une durée de 2 ans. Il rejoint Le Havre Athletic Club lors de la saison 2011-2012 de Ligue 2. Après une saison pleine, il enchaine les pépins physiques et ne disputera que 5 matchs en 2 saisons. Progressivement mis de côté en Normandie, il ne trouve pas d'accord à l'amiable avec le club afin de rompre son contrat en janvier 2014. Il est alors mis au ban, ne participant même pas aux matchs de CFA en attendant la fin de son contrat en juin. Parti s'installer dans sa ville natale au Mans, il fait part de son envie de rejoindre Le Mans FC alors en CFA2. Ce projet n'aboutissant pas, James Fanchone met fin à sa carrière de footballeur à 34 ans.

## Clubs successifs
- COP Le Mans (formation)
- 1998-2007 :  Le Mans Union Club 72
- 2007-2009 :  RC Strasbourg
- 2009-2011 :  FC Lorient
- 2011-2014 :  Le Havre Athletic Club[4]